# Polypoetes aniplata
Polypoetes aniplata är en fjärilsart som beskrevs av W. Warren 1906. Polypoetes aniplata ingår i släktet Polypoetes och familjen tandspinnare. Inga underarter finns listade i Catalogue of Life.